# Clasificación para el Campeonato de Europa Sub-19 de la UEFA 2022
La competición de clasificación para el Campeonato Europeo de la UEFA Sub-19 de 2022 es una competición de fútbol masculino sub-19 que determinará los siete equipos que se unirán a la anfitriona automáticamente clasificada, Eslovaquia, en la fase final del campeonato. Los jugadores nacidos a partir del 1 de enero de 2003 son elegibles para participar.
Originalmente, la competición clasificatoria utilizaría un nuevo formato con equipos divididos en tres ligas diferentes con ascenso y descenso, con el sorteo de la primera ronda bajo el nuevo formato ya celebrado en diciembre de 2019. Sin embargo, el 17 de junio de 2020, la UEFA anunció que la introducción del nuevo formato se había pospuesto para la próxima edición debido a la pandemia de COVID-19, y la calificación para esta edición usaría el formato anterior que involucraba solo dos rondas.
Aparte de Eslovaquia, 53 de las 54 selecciones nacionales miembros de la UEFA participaron en la competición de clasificación, donde el formato original consistiría en dos rondas: la ronda de clasificación, que tendrá lugar en otoño de 2021, y la ronda de élite, que tendrá lugar en la primavera de 2022.

## Formato
La competición clasificatoria constará de las siguientes dos rondas:
- Ronda de clasificación: Aparte de Portugal, que recibe un pase a la ronda élite como el equipo con el coeficiente de clasificación más alto, los 52 equipos restantes se dividen en 13 grupos de cuatro equipos. Cada grupo se juega en formato de todos contra todos en uno de los equipos seleccionados como anfitriones después del sorteo. Los 13 ganadores de grupo, los 13 subcampeones y el tercer equipo con el mejor récord frente al primer y segundo equipo de su grupo avanzan a la ronda élite.
- Ronda élite: los 28 equipos se dividen en siete grupos de cuatro equipos. Cada grupo se juega en formato de todos contra todos en uno de los equipos seleccionados como anfitriones después del sorteo. Los siete ganadores de grupo se clasifican para el torneo final.

## Ronda de clasificación

### Grupo 1
| Equipo     | Pts | PJ | PG | PE | PP | GF | GC | Dif |
| ---------- | --- | -- | -- | -- | -- | -- | -- | --- |
| Inglaterra | 7   | 3  | 2  | 1  | 0  | 6  | 0  | +6  |
| Suecia     | 6   | 3  | 2  | 0  | 1  | 4  | 3  | +1  |
| Suiza      | 4   | 3  | 1  | 1  | 1  | 7  | 2  | +5  |
| Andorra    | 0   | 3  | 0  | 0  | 3  | 0  | 12 | -12 |

| 10 de noviembre de 2021 | Inglaterra                                                       | 4:0 (2:0) | Andorra | Skytteholms IP, Estocolmo, Suecia  |                                    |
| 14:00 (CET)             | - Iling-Junior 24' - Chuckwuemeka 41' - Scarlett 55', 66' (pen.) | Reporte   |         | Árbitro(s): Vitālijs Spasjoņņikovs | Árbitro(s): Vitālijs Spasjoņņikovs |

| 10 de noviembre de 2021 | Suiza      | 1:2 (0:1) | Suecia                           | Skytteholms IP, Solna, Suecia |                            |
| 19:30 (CET)             | - Fink 70' | Reporte   | - 45+2' Qasem - 90+1' Björkqvist | Árbitro(s): Walter Altmann    | Árbitro(s): Walter Altmann |

| 13 de noviembre de 2021 | Inglaterra | 0:0     | Suiza | Skytteholms IP, Solna, Suecia    |                                  |
| 14:00 (CET)             |            | Reporte |       | Árbitro(s): Ioannis Papadopoulos | Árbitro(s): Ioannis Papadopoulos |

| 13 de noviembre de 2021 | Suecia                         | 2:0 (1:0) | Andorra | Skytteholms IP, Estocolmo, Suecia |                            |
| 19:30 (CET)             | - Qasem 9' - Burgos 48' (a.g.) | Reporte   |         | Árbitro(s): Walter Altmann        | Árbitro(s): Walter Altmann |

| 16 de noviembre de 2021 | Suecia | 0:2 (0:1) | Inglaterra                         | Skytteholms IP, Solna, Suecia    |                                  |
| 19:00 (CET)             |        | Reporte   | - 6' (pen.) Scarlett - 65' Colwill | Árbitro(s): Ioannis Papadopoulos | Árbitro(s): Ioannis Papadopoulos |

| 16 de noviembre de 2021 | Andorra | 0:6 (0:5) | Suiza                                                                          | Grimsta IP, Bromma, Suecia         |                                    |
| 19:00 (CET)             |         | Reporte   | - 7', 43', 45' De Carvalho - 33' (pen.) Willimann - 36' Fink - 65' Mühlethaler | Árbitro(s): Vitālijs Spasjoņņikovs | Árbitro(s): Vitālijs Spasjoņņikovs |

### Grupo 2
| Equipo      | Pts | PJ | PG | PE | PP | GF | GC | Dif |
| ----------- | --- | -- | -- | -- | -- | -- | -- | --- |
| Rusia       | 9   | 3  | 3  | 0  | 0  | 9  | 1  | +8  |
| Alemania    | 4   | 3  | 1  | 1  | 1  | 6  | 5  | +1  |
| Grecia      | 2   | 3  | 0  | 2  | 1  | 1  | 2  | -1  |
| Islas Feroe | 1   | 3  | 0  | 1  | 2  | 1  | 9  | -8  |

| 10 de noviembre de 2021 | Alemania                                       | 4:1 (1:0) | Islas Feroe     | Estadio Pampeloponnisiako, Patras, Grecia |                           |
| 14:00 (CET)             | - Kesik 3' - Gedikli 73' - Kade 79' - Sieb 90' | Reporte   | - 53' Samuelsen | Árbitro(s): Daniyar Sakhi                 | Árbitro(s): Daniyar Sakhi |

| 10 de noviembre de 2021 | Rusia           | 1:0 (0:0) | Grecia | Estadio Papacharalabeio Ethniko, Naupacto, Grecia |                         |
| 15:00 (CET)             | - Gladyshev 70' | Reporte   |        | Árbitro(s): Gergo Bogár                           | Árbitro(s): Gergo Bogár |

| 13 de noviembre de 2021 | Alemania       | 1:3 (0:1) | Rusia                                          | Estadio Pampeloponnisiako, Patras, Grecia |                           |
| 14:00 (CET)             | - Gürpüz 90+1' | Reporte   | - 40' Sokolov - 47' Gladyshev - 70' Bagrintsev | Árbitro(s): Andrew Madley                 | Árbitro(s): Andrew Madley |

| 13 de noviembre de 2021 | Grecia | 0:0     | Islas Feroe | Estadio Papacharalabeio Ethniko, Naupacto, Grecia |                         |
| 15:00 (CET)             |        | Reporte |             | Árbitro(s): Gergo Bogár                           | Árbitro(s): Gergo Bogár |

| 16 de noviembre de 2021 | Grecia                | 1:1 (0:0) | Alemania   | Estadio Papacharalabeio Ethniko, Naupacto, Grecia |                           |
| 15:00 (CET)             | - Koutsias 62' (pen.) | Reporte   | - 49' Kade | Árbitro(s): Andrew Madley                         | Árbitro(s): Andrew Madley |

| 16 de noviembre de 2021 | Islas Feroe | 0:5 (0:1) | Rusia                                                                | Estadio Pampeloponnisiako, Patras, Grecia |                           |
| 15:00 (CET)             |             | Reporte   | - 5' Bagrintsev - 71', 79' Pinyaev - 84' Gladyshev - 90+4' Savitskii | Árbitro(s): Daniyar Sakhi                 | Árbitro(s): Daniyar Sakhi |

### Grupo 3
| Equipo      | Pts | PJ | PG | PE | PP | GF | GC | Dif |
| ----------- | --- | -- | -- | -- | -- | -- | -- | --- |
| Hungría     | 7   | 3  | 2  | 1  | 0  | 5  | 2  | +3  |
| Austria     | 5   | 3  | 1  | 2  | 0  | 6  | 2  | +4  |
| Bielorrusia | 4   | 3  | 1  | 1  | 1  | 3  | 3  | 0   |
| Estonia     | 0   | 3  | 0  | 0  | 3  | 0  | 7  | -7  |

| 6 de octubre de 2021 | Austria                                                | 4:0 (1:0) | Estonia | Ménfői úti Stadion, Győr, Hungría |                                   |
| 15:30 (CET)          | - Huskovic 2' - Veratschnig 60' - Jasic 65' - Coco 73' | Reporte   |         | Árbitro(s): Helgi Mikael Jónasson | Árbitro(s): Helgi Mikael Jónasson |

| 6 de octubre de 2021 | Bielorrusia    | 1:2 (0:1) | Hungría                           | ETO Park, Győr, Hungría         |                                 |
| 20:00 (CET)          | - Zinovich 62' | Reporte   | - 19' (pen.) Sztojka - 49' Németh | Árbitro(s): Goga Kikacheishvili | Árbitro(s): Goga Kikacheishvili |

| 9 de octubre de 2021 | Austria         | 1:1 (1:0) | Bielorrusia           | ETO Park, Győr, Hungría  |                          |
| 15:30 (CET)          | - Wallner 45+3' | Reporte   | - 83' (pen.) Latykhov | Árbitro(s): Peter Bankes | Árbitro(s): Peter Bankes |

| 9 de octubre de 2021 | Hungría                   | 2:0 (0:0) | Estonia | Ménfői úti Stadion, Győr, Hungría |                                   |
| 17:45 (CET)          | - Sztojka 73', 81' (pen.) | Reporte   |         | Árbitro(s): Helgi Mikael Jónasson | Árbitro(s): Helgi Mikael Jónasson |

| 12 de octubre de 2021 | Estonia | 0:1 (0:0) | Bielorrusia           | Ménfői úti Stadion, Győr, Hungría |                                 |
| 15:00 (CET)           |         | Reporte   | - 74' (pen.) Latykhov | Árbitro(s): Goga Kikacheishvili   | Árbitro(s): Goga Kikacheishvili |

| 12 de octubre de 2021 | Hungría        | 1:1 (1:1) | Austria        | ETO Park, Győr, Hungría  |                          |
| 15:00 (CET)           | - Szendrei 34' | Reporte   | - 40' Huskovic | Árbitro(s): Peter Bankes | Árbitro(s): Peter Bankes |

### Grupo 4
| Equipo       | Pts | PJ | PG | PE | PP | GF | GC | Dif |
| ------------ | --- | -- | -- | -- | -- | -- | -- | --- |
| Países Bajos | 9   | 3  | 3  | 0  | 0  | 13 | 1  | +12 |
| Israel       | 6   | 3  | 2  | 0  | 1  | 8  | 4  | +4  |
| Chipre       | 1   | 3  | 0  | 1  | 2  | 2  | 8  | -6  |
| Moldavia     | 1   | 3  | 0  | 1  | 2  | 2  | 12 | -10 |

| 10 de noviembre de 2021 | Países Bajos                                              | 4:0 (3:0) | Moldavia | National Team Complex, Shefayim, Israel |                          |
| 12:00 (CET)             | - Ünüvar 24' (pen.) - Emegha 27', 56' (pen.) - Simons 43' | Reporte   |          | Árbitro(s): Barbeno Luca                | Árbitro(s): Barbeno Luca |

| 10 de noviembre de 2021 | Chipre | 0:1 (0:0) | Israel            | Estadio de Netanya, Netanya, Israel |                          |
| 19:00 (CET)             |        | Reporte   | - 77' Abed Kassus | Árbitro(s): Rauf Jabarov            | Árbitro(s): Rauf Jabarov |

| 13 de noviembre de 2021 | Países Bajos                                                              | 5:0 (3:0) | Chipre | National Team Complex, Shefayim, Israel |                           |
| 12:00 (CET)             | - De Jong 19', 29' - Kotsonis 40' (a.g.) - Van Brederode 57' - Simons 59' | Reporte   |        | Árbitro(s): Juri Frischer               | Árbitro(s): Juri Frischer |

| 13 de noviembre de 2021 | Israel                                                                         | 6:0 (2:0) | Moldavia | Estadio de Netanya, Netanya, Israel |                          |
| 19:40 (CET)             | - Senior 6' - Turgeman 27' - Gloukh 75' - Kassus 81', 90+4' - Muche 89' (pen.) | Reporte   |          | Árbitro(s): Barbeno Luca            | Árbitro(s): Barbeno Luca |

| 16 de noviembre de 2021 | Israel         | 1:4 (1:2) | Países Bajos                                                   | Estadio de Netanya, Netanya, Israel |                           |
| 17:00 (CET)             | - Ebraheim 36' | Reporte   | - 11' Jiménez - 45+3' Emegha - 54' (pen.) Simons - 66' De Jong | Árbitro(s): Juri Frischer           | Árbitro(s): Juri Frischer |

| 16 de noviembre de 2021 | Moldavia                        | 2:2 (1:0) | Chipre                        | National Team Complex, Shefayim, Israel |                          |
| 17:00 (CET)             | - Forov 45' - Fratea 83' (pen.) | Reporte   | - 55' Marneros - 75' Christou | Árbitro(s): Rauf Jabarov                | Árbitro(s): Rauf Jabarov |

### Grupo 5
| Equipo    | Pts | PJ | PG | PE | PP | GF | GC | Dif |
| --------- | --- | -- | -- | -- | -- | -- | -- | --- |
| Ucrania   | 7   | 3  | 2  | 1  | 0  | 8  | 5  | +3  |
| Finlandia | 6   | 3  | 2  | 0  | 1  | 5  | 3  | +2  |
| Polonia   | 4   | 3  | 1  | 1  | 1  | 7  | 5  | +2  |
| Malta     | 0   | 3  | 0  | 0  | 3  | 2  | 9  | -7  |

| 6 de octubre de 2021 | Ucrania                                                 | 4:2 (2:1) | Malta                 | Stadion GOSiR w Plewiskach, Plewiska, Polonia |                               |
| 12:00 (CET)          | - Khromei 13' (pen.) - Yarmoliuk 36' - Shostak 55', 65' | Reporte   | - 7' Cross - 58' Borg | Árbitro(s): Dragomir Draganov                 | Árbitro(s): Dragomir Draganov |

| 6 de octubre de 2021 | Finlandia                                    | 3:1 (2:0) | Polonia            | Rodan-Groklin Stadium, Grodzisk Wielkopolski, Polonia |                                    |
| 18:00 (CET)          | - Terho 21' - Hyryläinen 45+1' - Salomaa 87' | Reporte   | - 67' (pen.) Buksa | Árbitro(s): Marian Alexandru Barbu                    | Árbitro(s): Marian Alexandru Barbu |

| 9 de octubre de 2021 | Ucrania                              | 2:1 (1:1) | Finlandia   | Stadion GOSiR w Plewiskach, Plewiska, Polonia |                                   |
| 12:00 (CET)          | - Yarmoliuk 36' - Losenko 75' (pen.) | Reporte   | - 21' Nikki | Árbitro(s): Aleksandrs Anufrijevs             | Árbitro(s): Aleksandrs Anufrijevs |

| 9 de octubre de 2021 | Polonia                                                             | 4:0 (2:0) | Malta | Swarzędz City Stadium, Swarzędz, Polonia |                               |
| 15:30 (CET)          | - Bukowski 20' - Kowalski 37' - Buksa 81' (pen.) - Starzyński 90+3' | Reporte   |       | Árbitro(s): Dragomir Draganov            | Árbitro(s): Dragomir Draganov |

| 12 de octubre de 2021 | Malta | 0:1 (0:1) | Finlandia   | Swarzędz City Stadium, Swarzędz, Polonia |                                    |
| 13:00 (CET)           |       | Reporte   | - 12' Terho | Árbitro(s): Marian Alexandru Barbu       | Árbitro(s): Marian Alexandru Barbu |

| 12 de octubre de 2021 | Polonia                 | 2:2 (2:1) | Ucrania                             | Rodan-Groklin Stadium, Grodzisk Wielkopolski, Polonia |                                   |
| 13:00 (CET)           | - Buksa 12' (pen.), 31' | Reporte   | - 45+2' (pen.) Yarmoliuk - 83' Udod | Árbitro(s): Aleksandrs Anufrijevs                     | Árbitro(s): Aleksandrs Anufrijevs |

### Grupo 6
| Equipo               | Pts | PJ | PG | PE | PP | GF | GC | Dif |
| -------------------- | --- | -- | -- | -- | -- | -- | -- | --- |
| Bosnia y Herzegovina | 7   | 3  | 2  | 1  | 0  | 7  | 1  | +6  |
| Irlanda              | 7   | 3  | 2  | 1  | 0  | 6  | 3  | +3  |
| Montenegro           | 3   | 3  | 1  | 0  | 2  | 3  | 7  | -4  |
| Bulgaria             | 0   | 3  | 0  | 0  | 3  | 0  | 5  | -5  |

| 10 de noviembre de 2021 | Irlanda                          | 3:2 (0:0) | Montenegro                          | Stadion Druzhba, Dobrich, Bulgaria |                            |
| 14:30 (CET)             | - Armstrong 52', 77' - Kenny 56' | Reporte   | - 90+1' (a.g.) Curtis - 90+2' Dašić | Árbitro(s): Kai Erik Steen         | Árbitro(s): Kai Erik Steen |

| 10 de noviembre de 2021 | Bosnia y Herzegovina   | 2:0 (1:0) | Bulgaria | Albena Stadium, Albena, Bulgaria |                           |
| 14:30 (CET)             | - Čuić 35', 69' (pen.) | Reporte   |          | Árbitro(s): Denys Shurman        | Árbitro(s): Denys Shurman |

| 13 de noviembre de 2021 | Irlanda     | 1:1 (1:1) | Bosnia y Herzegovina | Stadion Druzhba, Dobrich, Bulgaria |                          |
| 14:30 (CET)             | - Kenny 26' | Reporte   | - 43' Kahvić         | Árbitro(s): Morten Krogh           | Árbitro(s): Morten Krogh |

| 13 de noviembre de 2021 | Bulgaria | 0:1 (0:0) | Montenegro       | Albena Stadium, Albena, Bulgaria |                            |
| 14:30 (CET)             |          | Reporte   | - 62' Krivokapić | Árbitro(s): Kai Erik Steen       | Árbitro(s): Kai Erik Steen |

| 16 de noviembre de 2021 | Bulgaria | 0:2 (0:1) | Irlanda                         | Albena Stadium, Albena, Bulgaria |                           |
| 14:30 (CET)             |          | Reporte   | - 24' (pen.) Kenny - 82' Curtin | Árbitro(s): Denys Shurman        | Árbitro(s): Denys Shurman |

| 16 de noviembre de 2021 | Montenegro | 0:4 (0:1) | Bosnia y Herzegovina                                | Stadion Druzhba, Dobrich, Bulgaria |                          |
| 14:30 (CET)             |            | Reporte   | - 17' Šakota - 47' Kahvić - 58' Čuić - 72' Bristrić | Árbitro(s): Morten Krogh           | Árbitro(s): Morten Krogh |

### Grupo 7
| Equipo              | Pts | PJ | PG | PE | PP | GF | GC | Dif |
| ------------------- | --- | -- | -- | -- | -- | -- | -- | --- |
| Francia             | 9   | 3  | 3  | 0  | 0  | 8  | 1  | +7  |
| Serbia              | 4   | 3  | 1  | 1  | 1  | 5  | 5  | 0   |
| Albania             | 4   | 3  | 1  | 1  | 1  | 5  | 7  | -2  |
| Macedonia del Norte | 0   | 3  | 0  | 0  | 3  | 2  | 7  | -5  |

| 10 de noviembre de 2021 | Macedonia del Norte | 1:2 (0:0) | Serbia                  | Elbasan Arena, Elbasan, Albania |                          |
| 13:00 (CET)             | - Feta 78'          | Reporte   | - 56' (pen.), 65' Ajdar | Árbitro(s): David Fuxman        | Árbitro(s): David Fuxman |

| 10 de noviembre de 2021 | Francia                                                 | 4:0 (3:0) | Albania | Rrogozhinë Stadium, Rrogozhinë, Albania |                               |
| 15:00 (CET)             | - Virginius 28' - Abline 35', 40' - Tchaouna 64' (pen.) | Reporte   |         | Árbitro(s): Vladimir Moskalev           | Árbitro(s): Vladimir Moskalev |

| 13 de noviembre de 2021 | Francia                      | 2:0 (2:0) | Macedonia del Norte | Rrogozhinë Stadium, Rrogozhinë, Albania |                               |
| 13:00 (CET)             | - Abline 14' - Virginius 25' | Reporte   |                     | Árbitro(s): Vladimir Moskalev           | Árbitro(s): Vladimir Moskalev |

| 13 de noviembre de 2021 | Serbia                         | 2:2 (1:0) | Albania                     | Elbasan Arena, Elbasan, Albania |                        |
| 15:00 (CET)             | - Mituljikić 42' - Lazetić 77' | Reporte   | - 84' Nerguti - 88' Shpendi | Árbitro(s): Pavel Orel          | Árbitro(s): Pavel Orel |

| 16 de noviembre de 2021 | Serbia      | 1:2 (1:1) | Francia                      | Rrogozhinë Stadium, Rrogozhinë, Albania |                        |
| 15:00 (CET)             | - Ajdar 32' | Reporte   | - 3' Tchaouna - 90+5' Abline | Árbitro(s): Pavel Orel                  | Árbitro(s): Pavel Orel |

| 16 de noviembre de 2021 | Albania                                    | 3:1 (1:1) | Macedonia del Norte | Elbasan Arena, Elbasan, Albania |                          |
| 15:00 (CET)             | - Mata 19' (pen.) - Pjeshka 48' - Bibo 50' | Reporte   | - 45+1' Talakov     | Árbitro(s): David Fuxman        | Árbitro(s): David Fuxman |

### Grupo 8
| Equipo     | Pts | PJ | PG | PE | PP | GF | GC | Dif |
| ---------- | --- | -- | -- | -- | -- | -- | -- | --- |
| Bélgica    | 7   | 3  | 2  | 1  | 0  | 12 | 4  | +8  |
| España     | 7   | 3  | 2  | 1  | 0  | 10 | 3  | +7  |
| Azerbaiyán | 3   | 3  | 1  | 0  | 2  | 3  | 11 | -8  |
| Luxemburgo | 0   | 3  | 0  | 0  | 3  | 2  | 9  | -7  |

| 10 de noviembre de 2021 | España                      | 2:1 (1:1) | Luxemburgo     | Terrain Bousbierg, Bissen, Luxemburgo |                                |
| 19:00 (CET)             | - Jiménez 19' - Serrano 57' | Reporte   | - 6' Jonathans | Árbitro(s): Robert Ian Jenkins        | Árbitro(s): Robert Ian Jenkins |

| 10 de noviembre de 2021 | Azerbaiyán    | 1:5 (1:2) | Bélgica                                                                         | Stadion Am Poetz, Wiltz, Luxemburgo |                          |
| 19:00 (CET)             | - Aghayev 27' | Reporte   | - 33' Bakayoko - 36' Rommens - 70' Stroeykens - 72' Oyen - 85' (a.g.) Damadayev | Árbitro(s): Luka Bilbija            | Árbitro(s): Luka Bilbija |

| 13 de noviembre de 2021 | España                                                                        | 6:0 (2:0) | Azerbaiyán | Terrain Bousbierg, Bissen, Luxemburgo |                         |
| 19:00 (CET)             | - Torre 23', 69' - Serrano 35' - Martínez 71' - Rodríguez 76' - Moleiro 90+2' | Reporte   |            | Árbitro(s): David Coote               | Árbitro(s): David Coote |

| 13 de noviembre de 2021 | Bélgica                                          | 5:1 (3:0) | Luxemburgo   | Stadion Am Poetz, Wiltz, Luxemburgo |                                |
| 19:00 (CET)             | - Sandra 25', 36', 71' - Oyen 40' - Descotte 47' | Reporte   | - 68' Elshan | Árbitro(s): Robert Ian Jenkins      | Árbitro(s): Robert Ian Jenkins |

| 16 de noviembre de 2021 | Bélgica                               | 2:2 (0:1) | España            | Terrain Bousbierg, Bissen, Luxemburgo |                         |
| 19:00 (CET)             | - Moleiro 56' (a.g.) - Descotte 90+3' | Reporte   | - 8', 54' Serrano | Árbitro(s): David Coote               | Árbitro(s): David Coote |

| 16 de noviembre de 2021 | Luxemburgo | 0:2 (0:1) | Azerbaiyán                    | Stadion Am Poetz, Wiltz, Luxemburgo |                          |
| 19:00 (CET)             |            | Reporte   | - 23' Janiyev - 77' Bakhshali | Árbitro(s): Luka Bilbija            | Árbitro(s): Luka Bilbija |

### Grupo 9
| Equipo     | Pts | PJ | PG | PE | PP | GF | GC | Dif |
| ---------- | --- | -- | -- | -- | -- | -- | -- | --- |
| Turquía    | 9   | 3  | 3  | 0  | 0  | 9  | 3  | +6  |
| Rumania    | 6   | 3  | 2  | 0  | 1  | 7  | 4  | +3  |
| Letonia    | 3   | 3  | 1  | 0  | 2  | 3  | 3  | 0   |
| San Marino | 0   | 3  | 0  | 0  | 3  | 1  | 10 | -9  |

| 10 de noviembre de 2021 | Letonia | 0:1 (0:1) | Rumania          | Arslan Zeki Demirci, Manavgat, Turquía |                              |
| 12:00 (CET)             |         | Reporte   | - 43' Bodisteanu | Árbitro(s): Thomas Gary Owen           | Árbitro(s): Thomas Gary Owen |

| 10 de noviembre de 2021 | Turquía                             | 3:1 (1:1) | San Marino | Arslan Zeki Demirci, Manavgat, Turquía |                          |
| 16:00 (CET)             | - Şahindere 39', 84' - Altunbaş 52' | Reporte   | - 21' Cola | Árbitro(s): Juxhin Xhaja               | Árbitro(s): Juxhin Xhaja |

| 13 de noviembre de 2021 | Rumania                                                                           | 5:0 (2:0) | San Marino | Arslan Zeki Demirci, Manavgat, Turquía |                          |
| 12:00 (CET)             | - Burnete 11' - Hofman 15' - Tanasa 57' - Bodisteanu 62' - Chirițoiu 90+3' (pen.) | Reporte   |            | Árbitro(s): Juxhin Xhaja               | Árbitro(s): Juxhin Xhaja |

| 13 de noviembre de 2021 | Turquía                   | 2:1 (0:0) | Letonia            | Arslan Zeki Demirci, Manavgat, Turquía |                                |
| 16:00 (CET)             | - Altunbaş 53' - Abay 69' | Reporte   | - 90+1' Raščevskis | Árbitro(s): Bram Van Driessche         | Árbitro(s): Bram Van Driessche |

| 16 de noviembre de 2021 | Rumania            | 1:4 (1:3) | Turquía                                                     | Arslan Zeki Demirci, Manavgat, Turquía |                                |
| 16:00 (CET)             | - Pantea 7' (pen.) | Reporte   | - 29' (a.g.) Gergely - 35' Cebeci - 44' Yaldır - 83' Kaplan | Árbitro(s): Bram Van Driessche         | Árbitro(s): Bram Van Driessche |

| 16 de noviembre de 2021 | San Marino | 0:2 (0:2) | Letonia                         | Arslan Zeki Demirci, Manavgat, Turquía |                              |
| 16:00 (CET)             |            | Reporte   | - 22' Lizunovs - 26' Krancmanis | Árbitro(s): Thomas Gary Owen           | Árbitro(s): Thomas Gary Owen |

### Grupo 10
| Equipo  | Pts | PJ | PG | PE | PP | GF | GC | Dif |
| ------- | --- | -- | -- | -- | -- | -- | -- | --- |
| Georgia | 7   | 3  | 2  | 1  | 0  | 2  | 0  | +2  |
| Noruega | 6   | 3  | 2  | 0  | 1  | 8  | 1  | +7  |
| Gales   | 4   | 3  | 1  | 1  | 1  | 3  | 5  | -2  |
| Kosovo  | 0   | 3  | 0  | 0  | 3  | 0  | 7  | -7  |

| 6 de octubre de 2021 | Noruega                        | 3:0 (1:0) | Kosovo | Komplett.no Arena, Sandefjord, Noruega |                             |
| 13:00 (CET)          | - Fiabema 44' (pen.), 66', 75' | Reporte   |        | Árbitro(s): Amine Kourgheli            | Árbitro(s): Amine Kourgheli |

| 6 de octubre de 2021 | Gales | 0:0     | Georgia | Fram Stadion, Larvik, Noruega |                           |
| 16:00 (CET)          |       | Reporte |         | Árbitro(s): Michal Ocenáš     | Árbitro(s): Michal Ocenáš |

| 9 de octubre de 2021 | Noruega                                                       | 5:0 (1:0) | Gales | Komplett.no Arena, Sandefjord, Noruega |                          |
| 13:00 (CET)          | - Bobb 44' - Jatta 50' - Holm 52' - Fiabema 63' - Arnstad 79' | Reporte   |       | Árbitro(s): Duje Strukan               | Árbitro(s): Duje Strukan |

| 9 de octubre de 2021 | Georgia             | 1:0 (0:0) | Kosovo | Fram Stadion, Larvik, Noruega |                             |
| 16:00 (CET)          | - Mamageishvili 52' | Reporte   |        | Árbitro(s): Amine Kourgheli   | Árbitro(s): Amine Kourgheli |

| 12 de octubre de 2021 | Kosovo | 0:3 (0:2) | Gales                                   | Komplett.no Arena, Sandefjord, Noruega |                           |
| 15:00 (CET)           |        | Reporte   | - 16' (pen.), 57' Hughes - 45+3' Harris | Árbitro(s): Michal Ocenáš              | Árbitro(s): Michal Ocenáš |

| 12 de octubre de 2021 | Georgia             | 1:0 (1:0) | Noruega | Fram Stadion, Larvik, Noruega |                          |
| 15:00 (CET)           | - Mamageishvili 26' | Reporte   |         | Árbitro(s): Duje Strukan      | Árbitro(s): Duje Strukan |

### Grupo 11
| Equipo    | Pts | PJ | PG | PE | PP | GF | GC | Dif |
| --------- | --- | -- | -- | -- | -- | -- | -- | --- |
| Croacia   | 7   | 3  | 2  | 1  | 0  | 10 | 1  | +9  |
| Armenia   | 6   | 3  | 2  | 0  | 1  | 4  | 4  | 0   |
| Escocia   | 4   | 3  | 1  | 1  | 1  | 6  | 4  | +2  |
| Gibraltar | 0   | 3  | 0  | 0  | 3  | 0  | 11 | -11 |

| 10 de noviembre de 2021 | Armenia                                         | 3:2 (0:2) | Escocia                         | Stadion Lučko, Lučko, Croacia |                             |
| 12:00 (CET)             | - Hayrapetyan 62' - Minasyan 64' - Serobyan 71' | Reporte   | - 12' (pen.) Brooks - 43' Smith | Árbitro(s): Milovan Milačić   | Árbitro(s): Milovan Milačić |

| 10 de noviembre de 2021 | Croacia                                                                           | 7:0 (4:0) | Gibraltar | Estadio Branko Čavlović-Čavlek, Karlovac, Croacia |                               |
| 13:00 (CET)             | - Frigan 4', 45+2', 86' - Špeljak 20' - Stojković 30' - Lisica 56' - Ivanović 64' | Reporte   |           | Árbitro(s): Mohammed Al-emara                     | Árbitro(s): Mohammed Al-emara |

| 13 de noviembre de 2021 | Escocia                                   | 3:0 (2:0) | Gibraltar | Stadion Lučko, Lučko, Croacia |                               |
| 12:00 (CET)             | - Lowry 26' - Apter 45' - Butterfield 77' | Reporte   |           | Árbitro(s): Mohammed Al-emara | Árbitro(s): Mohammed Al-emara |

| 13 de noviembre de 2021 | Croacia                    | 2:0 (2:0) | Armenia | Estadio Branko Čavlović-Čavlek, Karlovac, Croacia |                              |
| 13:00 (CET)             | - Špeljak 19' - Frigan 27' | Reporte   |         | Árbitro(s): Antonio Carvalho                      | Árbitro(s): Antonio Carvalho |

| 16 de noviembre de 2021 | Escocia       | 1:1 (0:1) | Croacia        | Estadio Branko Čavlović-Čavlek, Karlovac, Croacia |                              |
| 13:00 (CET)             | - Lowry 90+1' | Reporte   | - 29' Ivanović | Árbitro(s): Antonio Carvalho                      | Árbitro(s): Antonio Carvalho |

| 16 de noviembre de 2021 | Gibraltar | 0:1 (0:1) | Armenia        | Stadion Lučko, Lučko, Croacia |                             |
| 13:00 (CET)             |           | Reporte   | - 5' Arakelyan | Árbitro(s): Milovan Milačić   | Árbitro(s): Milovan Milačić |

### Grupo 12
| Equipo    | Pts | PJ | PG | PE | PP | GF | GC | Dif |
| --------- | --- | -- | -- | -- | -- | -- | -- | --- |
| Italia    | 9   | 3  | 3  | 0  | 0  | 8  | 1  | +7  |
| Islandia  | 6   | 3  | 2  | 0  | 1  | 5  | 5  | 0   |
| Eslovenia | 1   | 3  | 0  | 1  | 2  | 3  | 7  | -4  |
| Lituania  | 1   | 3  | 0  | 1  | 2  | 2  | 5  | -3  |

| 6 de octubre de 2021 | Islandia                             | 3:1 (2:0) | Eslovenia    | TŠC Trate Gornja Radgona, Gornja Radgona, Eslovenia |                            |
| 15:30 (CET)          | - Haraldsson 1' - Óskarsson 19', 55' | Reporte   | - 53' Gavrič | Árbitro(s): Arda Kardeşler                          | Árbitro(s): Arda Kardeşler |

| 6 de octubre de 2021 | Italia                          | 2:0 (1:0) | Lituania | ŠRC Bakovci Stadium, Bakovci, Eslovenia |                             |
| 15:30 (CET)          | - Miretti 45' - N' Gbesso 90+2' | Reporte   |          | Árbitro(s): Kári Á Høvdanum             | Árbitro(s): Kári Á Høvdanum |

| 9 de octubre de 2021 | Eslovenia   | 1:1 (1:0) | Lituania           | TŠC Trate Gornja Radgona, Gornja Radgona, Eslovenia |                            |
| 15:30 (CET)          | - Černe 26' | Reporte   | - 89' (pen.) Kučys | Árbitro(s): Arda Kardeşler                          | Árbitro(s): Arda Kardeşler |

| 9 de octubre de 2021 | Italia                                  | 3:0 (1:0) | Islandia | ŠRC Bakovci Stadium, Bakovci, Eslovenia |                                 |
| 15:30 (CET)          | - Gnonto 4' - Mancini 49' - Fabbian 67' | Reporte   |          | Árbitro(s): Kristoffer Karlsson         | Árbitro(s): Kristoffer Karlsson |

| 12 de octubre de 2021 | Lituania       | 1:2 (0:0) | Islandia                                | Športni park Radenci, Radenci, Eslovenia |                             |
| 15:30 (CET)           | - Gineitis 46' | Reporte   | - 64' (pen.) Óskarsson - 71' Mikaelsson | Árbitro(s): Kári Á Høvdanum              | Árbitro(s): Kári Á Høvdanum |

| 12 de octubre de 2021 | Eslovenia   | 1:3 (0:2) | Italia                                        | TŠC Trate Gornja Radgona, Gornja Radgona, Eslovenia |                                 |
| 15:30 (CET)           | - Bunič 85' | Reporte   | - 7' (a.g.) Zajšek - 19' Fabbian - 56' Gnonto | Árbitro(s): Kristoffer Karlsson                     | Árbitro(s): Kristoffer Karlsson |

### Grupo 13
| Equipo            | Pts | PJ | PG | PE | PP | GF | GC | Dif |
| ----------------- | --- | -- | -- | -- | -- | -- | -- | --- |
| Dinamarca         | 7   | 3  | 2  | 1  | 0  | 8  | 3  | +5  |
| República Checa   | 7   | 3  | 2  | 1  | 0  | 6  | 1  | +5  |
| Irlanda del Norte | 3   | 3  | 1  | 0  | 2  | 2  | 5  | -3  |
| Kazajistán        | 0   | 3  | 0  | 0  | 3  | 3  | 10 | -7  |

| 6 de octubre de 2021 | Irlanda del Norte | 0:2 (0:0) | Dinamarca                         | Stovky, Frýdek-Místek, República Checa |                          |
| 15:00 (CET)          |                   | Reporte   | - 64' Haarbo - 81' (pen.) Løvgren | Árbitro(s): Balázs Berke               | Árbitro(s): Balázs Berke |

| 6 de octubre de 2021 | República Checa                | 3:0 (1:0) | Kazajistán | Stadion v Městských sadech, Opava, República Checa |                       |
| 18:00 (CET)          | - Vecheta 18', 51' - Vydra 60' | Reporte   |            | Árbitro(s): Genc Nuza                              | Árbitro(s): Genc Nuza |

| 9 de octubre de 2021 | Dinamarca                                                                  | 5:2 (2:0) | Kazajistán                      | Bazaly, Ostrava, República Checa |                       |
| 15:00 (CET)          | - Biereth 6' - Rasmussen 22' (pen.) - Chukwuani 64', 69' - Martinsen 90+2' | Reporte   | - 49' Kenzhebek - 71' Khalmatov | Árbitro(s): Genc Nuza            | Árbitro(s): Genc Nuza |

| 9 de octubre de 2021 | República Checa           | 2:0 (1:0) | Irlanda del Norte | Stovky, Frýdek-Místek, República Checa |                            |
| 15:00 (CET)          | - Hadaš 23' - Večerka 56' | Reporte   |                   | Árbitro(s): Horatiu Fesnic             | Árbitro(s): Horatiu Fesnic |

| 12 de octubre de 2021 | Kazajistán      | 1:2 (0:0) | Irlanda del Norte           | Bazaly, Ostrava, República Checa |                          |
| 15:00 (CET)           | - Tkachenko 69' | Reporte   | - 68' McGuckin - 74' Conaty | Árbitro(s): Balázs Berke         | Árbitro(s): Balázs Berke |

| 12 de octubre de 2021 | Dinamarca       | 1:1 (0:0) | República Checa | Stadion v Městských sadech, Opava, República Checa |                            |
| 15:00 (CET)           | - Martinsen 50' | Reporte   | - 67' Hadaš     | Árbitro(s): Horatiu Fesnic                         | Árbitro(s): Horatiu Fesnic |

### Ranking de los terceros puestos
Clasificación final de terceros de grupo tras los partidos disputados hasta el 16 de noviembre de 2021:
| Pos. | Grupo | Equipo            | PJ | PG | PE | PP | GF | GC | DG  | Pts |
| ---- | ----- | ----------------- | -- | -- | -- | -- | -- | -- | --- | --- |
| 1    | 11    | Escocia           | 2  | 0  | 1  | 1  | 3  | 4  | -1  | 1   |
| 2    | 3     | Bielorrusia       | 2  | 0  | 1  | 1  | 2  | 3  | -1  | 1   |
| 3    | 2     | Grecia            | 2  | 0  | 1  | 1  | 1  | 2  | -1  | 1   |
| 4    | 1     | Suiza             | 2  | 0  | 1  | 1  | 1  | 2  | -1  | 1   |
| 5    | 5     | Polonia           | 2  | 0  | 1  | 1  | 3  | 5  | -2  | 1   |
| 6    | 7     | Albania           | 2  | 0  | 1  | 1  | 2  | 6  | -4  | 1   |
| 7    | 10    | Gales             | 2  | 0  | 1  | 1  | 0  | 5  | -5  | 1   |
| 8    | 9     | Letonia           | 2  | 0  | 0  | 2  | 1  | 3  | -2  | 0   |
| 9    | 12    | Lituania          | 2  | 0  | 0  | 2  | 1  | 4  | -3  | 0   |
| 10   | 13    | Irlanda del Norte | 2  | 0  | 0  | 2  | 0  | 4  | -4  | 0   |
| 11   | 6     | Montenegro        | 2  | 0  | 0  | 2  | 2  | 7  | -5  | 0   |
| 12   | 4     | Chipre            | 2  | 0  | 0  | 2  | 0  | 6  | -6  | 0   |
| 13   | 8     | Azerbaiyán        | 2  | 0  | 0  | 2  | 1  | 11 | -10 | 0   |

## Ronda élite

### Grupo A
| Equipo  | Pts | PJ | PG | PE | PP | GF | GC | Dif |
| ------- | --- | -- | -- | -- | -- | -- | -- | --- |
| Israel  | 7   | 3  | 2  | 1  | 0  | 4  | 1  | +3  |
| Hungría | 4   | 3  | 1  | 1  | 1  | 4  | 2  | +2  |
| Escocia | 3   | 3  | 1  | 0  | 2  | 2  | 5  | -3  |
| Turquía | 3   | 3  | 1  | 0  | 2  | 4  | 6  | -2  |

| 23 de marzo de 2022 | Turquía     | 1:2 (0:0) | Escocia                 | Ménfői úti Stadion, Győr, Hungría     |                                       |
| 16:00 (CET)         | - Akgün 66' | Reporte   | - 54', 70' (pen.) Lowry | Árbitro(s): Christian-Petru Ciochirca | Árbitro(s): Christian-Petru Ciochirca |

| 23 de marzo de 2022 | Israel | 0:0     | Hungría | ETO Park, Győr, Hungría     |                             |
| 19:30 (CET)         |        | Reporte |         | Árbitro(s): Philip Farrugia | Árbitro(s): Philip Farrugia |

| 26 de marzo de 2022 | Turquía            | 1:3 (1:2) | Israel                         | ETO Park, Győr, Hungría       |                               |
| 16:00 (CET)         | - Elmaz 42' (pen.) | Reporte   | - 32', 35' Turgeman - 66' Edri | Árbitro(s): Mohammed Al-emara | Árbitro(s): Mohammed Al-emara |

| 26 de marzo de 2022 | Hungría                                | 3:0 (2:0) | Escocia | Ménfői úti Stadion, Győr, Hungría |                             |
| 19:45 (CET)         | - Németh 31' (pen.), 36' - Horváth 74' | Reporte   |         | Árbitro(s): Philip Farrugia       | Árbitro(s): Philip Farrugia |

| 29 de marzo de 2022 | Escocia | 0:1 (0:0) | Israel       | Ménfői úti Stadion, Győr, Hungría     |                                       |
| 16:00 (CET)         |         | Reporte   | - 88' Revivo | Árbitro(s): Christian-Petru Ciochirca | Árbitro(s): Christian-Petru Ciochirca |

| 29 de marzo de 2022 | Hungría              | 1:2 (1:0) | Turquía                          | ETO Park, Győr, Hungría       |                               |
| 16:00 (CET)         | - Benczenleitner 22' | Reporte   | - 81' Akgün - 90+3' (pen.) Elmaz | Árbitro(s): Mohammed Al-emara | Árbitro(s): Mohammed Al-emara |

### Grupo B
| Equipo               | Pts | PJ | PG | PE | PP | GF | GC | Dif |
| -------------------- | --- | -- | -- | -- | -- | -- | -- | --- |
| Francia              | 6   | 3  | 2  | 0  | 1  | 7  | 2  | +5  |
| Bosnia y Herzegovina | 6   | 3  | 2  | 0  | 1  | 5  | 4  | +1  |
| República Checa      | 6   | 3  | 2  | 0  | 1  | 4  | 2  | +2  |
| Suecia               | 0   | 3  | 0  | 0  | 3  | 3  | 11 | -8  |

| 23 de marzo de 2022 | Francia                                    | 5:0 (2:0) | Suecia | Stade André Darrigade, Dax, Francia |                                |
| 15:00 (CET)         | - Toure 12' - Cho 18', 66' - Wahi 60', 70' | Reporte   |        | Árbitro(s): Sebastian Gishamer      | Árbitro(s): Sebastian Gishamer |

| 23 de marzo de 2022 | República Checa | 0:1 (0:0) | Bosnia y Herzegovina | La Plaine des Sports, Saint-Paul-lès-Dax, Francia |                           |
| 18:00 (CET)         |                 | Reporte   | - 60' Mehmedović     | Árbitro(s): Volen Chinkov                         | Árbitro(s): Volen Chinkov |

| 26 de marzo de 2022 | Francia | 0:1 (0:0) | República Checa | La Plaine des Sports, Saint-Paul-lès-Dax, Francia |                             |
| 15:00 (CET)         |         | Reporte   | - 71' Vydra     | Árbitro(s): Lukas Fähndrich                       | Árbitro(s): Lukas Fähndrich |

| 26 de marzo de 2022 | Bosnia y Herzegovina                     | 3:2 (2:2) | Suecia                                | Stade André Darrigade, Dax, Francia |                                |
| 18:00 (CET)         | - Šakota 23' - Kahvić 34' - Bristrić 60' | Reporte   | - 33' Abbas Ayari - 45+2' Wilhelmsson | Árbitro(s): Sebastian Gishamer      | Árbitro(s): Sebastian Gishamer |

| 29 de marzo de 2022 | Bosnia y Herzegovina | 1:2 (0:0) | Francia                    | Stade André Darrigade, Dax, Francia |                             |
| 13:00 (CET)         | - Čuić 54'           | Reporte   | - 83' Cisse - 85' Nzouango | Árbitro(s): Lukas Fähndrich         | Árbitro(s): Lukas Fähndrich |

| 29 de marzo de 2022 | Suecia         | 1:3 (1:1) | República Checa                   | La Plaine des Sports, Saint-Paul-lès-Dax, Francia |                           |
| 13:00 (CET)         | - Swedberg 41' | Reporte   | - 39' Jurásek - 66', 87' Alijagić | Árbitro(s): Volen Chinkov                         | Árbitro(s): Volen Chinkov |

### Grupo C
| Equipo     | Pts | PJ | PG | PE | PP | GF | GC | Dif |
| ---------- | --- | -- | -- | -- | -- | -- | -- | --- |
| Inglaterra | 9   | 3  | 3  | 0  | 0  | 9  | 1  | +8  |
| Portugal   | 6   | 3  | 2  | 0  | 1  | 8  | 3  | +5  |
| Irlanda    | 3   | 3  | 1  | 0  | 2  | 6  | 7  | -1  |
| Armenia    | 0   | 3  | 0  | 0  | 3  | 0  | 12 | -12 |

| 23 de marzo de 2022 | Portugal                                                    | 4:0 (1:0) | Armenia | St George's Park - Pista 4, Burton upon Trent, Inglaterra |                              |
| 14:00 (CET)         | - Djaló 35' (pen.) - Chermiti 49' - Félix 51' - Moreira 63' | Reporte   |         | Árbitro(s): Nathan Verboomen                              | Árbitro(s): Nathan Verboomen |

| 23 de marzo de 2022 | Irlanda        | 1:3 (1:2) | Inglaterra                            | Bescot Stadium, Walsall, Inglaterra |                        |
| 20:30 (CET)         | - Abankwah 38' | Reporte   | - 5' Scarlett - 42', 47' Chuckwuemeka | Árbitro(s): Igor Pajac              | Árbitro(s): Igor Pajac |

| 26 de marzo de 2022 | Inglaterra                                                   | 4:0 (2:0) | Armenia | New York Stadium, Rotherham, Inglaterra |                              |
| 15:00 (CET)         | - Devine 6' - Manukyan 38' (a.g.) - Quansah 56' - Edozie 76' | Reporte   |         | Árbitro(s): Peter Kjaesgaard            | Árbitro(s): Peter Kjaesgaard |

| 26 de marzo de 2022 | Portugal                                          | 4:1 (0:1) | Irlanda     | St George's Park - Pista 4, Burton upon Trent, Inglaterra |                        |
| 20:30 (CET)         | - Chermiti 78', 90+5' - Silva 84' - Joelson 90+2' | Reporte   | - 25' Kenny | Árbitro(s): Igor Pajac                                    | Árbitro(s): Igor Pajac |

| 29 de marzo de 2022 | Armenia | 0:4 (0:2) | Irlanda                                              | St George's Park - Pista 4, Burton upon Trent, Inglaterra |                              |
| 18:30 (CET)         |         | Reporte   | - 37' Moran - 43' Hayes - 75' MacNulty - 86' Caffrey | Árbitro(s): Peter Kjaesgaard                              | Árbitro(s): Peter Kjaesgaard |

| 29 de marzo de 2022 | Inglaterra                 | 2:0 (2:0) | Portugal | Proact Stadium, Chesterfield, Inglaterra |                              |
| 18:30 (CET)         | - Scarlett 10', 40' (pen.) | Reporte   |          | Árbitro(s): Nathan Verboomen             | Árbitro(s): Nathan Verboomen |

### Grupo D
| Equipo   | Pts | PJ | PG | PE | PP | GF | GC | Dif |
| -------- | --- | -- | -- | -- | -- | -- | -- | --- |
| Rumania  | 6   | 3  | 2  | 0  | 1  | 7  | 5  | +2  |
| Islandia | 4   | 3  | 1  | 1  | 1  | 5  | 3  | +2  |
| Georgia  | 4   | 3  | 1  | 1  | 1  | 3  | 6  | -3  |
| Croacia  | 3   | 3  | 1  | 0  | 2  | 3  | 4  | -1  |

| 23 de marzo de 2022 | Croacia                          | 2:1 (1:1) | Islandia        | Estadio Branko Čavlović-Čavlek, Karlovac, Croacia |                                 |
| 12:00 (CET)         | - Stojković 14' - Cvijanović 74' | Reporte   | - 33' Óskarsson | Árbitro(s): Kristoffer Karlsson                   | Árbitro(s): Kristoffer Karlsson |

| 23 de marzo de 2022 | Rumania                                                                           | 5:1 (3:1) | Georgia          | Estadio Radnik, Velika Gorica, Croacia |                            |
| 15:30 (CET)         | - Chirițoiu 11' - Danuleasa 31' - Pantea 45' (pen.) - Ilie 47' - Radaslavescu 60' | Reporte   | - 39' Abuashvili | Árbitro(s): Walter Altmann             | Árbitro(s): Walter Altmann |

| 26 de marzo de 2022 | Croacia       | 1:2 (1:1) | Rumania                           | Estadio Branko Čavlović-Čavlek, Karlovac, Croacia |                                 |
| 12:00 (CET)         | - Špeljak 28' | Reporte   | - 10' Chirițoiu - 73' (pen.) Ilie | Árbitro(s): Kristoffer Karlsson                   | Árbitro(s): Kristoffer Karlsson |

| 26 de marzo de 2022 | Georgia      | 1:1 (0:0) | Islandia                 | Estadio Radnik, Velika Gorica, Croacia |                             |
| 15:30 (CET)         | - Dundua 73' | Reporte   | - 90+8' (pen.) Óskarsson | Árbitro(s): Loukas Sotiriou            | Árbitro(s): Loukas Sotiriou |

| 29 de marzo de 2022 | Islandia                            | 3:0 (1:0) | Rumania | Estadio Radnik, Velika Gorica, Croacia |                             |
| 10:00 (CET)         | - Hoti 15', 60' - Sigurgeirsson 73' | Reporte   |         | Árbitro(s): Loukas Sotiriou            | Árbitro(s): Loukas Sotiriou |

| 29 de marzo de 2022 | Georgia             | 1:0 (0:0) | Croacia | Estadio Branko Čavlović-Čavlek, Karlovac, Croacia |                            |
| 10:00 (CET)         | - Mamageishvili 77' | Reporte   |         | Árbitro(s): Walter Altmann                        | Árbitro(s): Walter Altmann |

### Grupo E
| Equipo    | Pts | PJ | PG | PE | PP | GF | GC | Dif |
| --------- | --- | -- | -- | -- | -- | -- | -- | --- |
| Italia    | 7   | 3  | 2  | 1  | 0  | 8  | 2  | +6  |
| Bélgica   | 4   | 3  | 1  | 1  | 1  | 5  | 5  | 0   |
| Finlandia | 3   | 3  | 1  | 0  | 2  | 2  | 7  | -5  |
| Alemania  | 2   | 3  | 0  | 2  | 1  | 4  | 5  | -1  |

| 23 de marzo de 2022 | Italia                   | 2:2 (0:1) | Alemania                    | Myyrmäen jalkapallostadion, Vantaa, Finlandia |                          |
| 11:30 (CET)         | - Nasti 78' - Gnonto 83' | Reporte   | - 29' Matanovic - 88' Rhein | Árbitro(s): Luis Godinho                      | Árbitro(s): Luis Godinho |

| 23 de marzo de 2022 | Finlandia      | 1:3 (0:2) | Bélgica                                           | Myyrmäen jalkapallostadion, Vantaa, Finlandia |                            |
| 17:30 (CET)         | - Keskinen 90' | Reporte   | - 16' Bakayoko - 21' (pen.) Stroeykens - 60' Oyen | Árbitro(s): Peter Kralović                    | Árbitro(s): Peter Kralović |

| 26 de marzo de 2022 | Bélgica                 | 2:2 (0:1) | Alemania          | Myyrmäen jalkapallostadion, Vantaa, Finlandia |                          |
| 11:30 (CET)         | - Oyen 85' - Audoor 89' | Reporte   | - 6', 54' Bobzien | Árbitro(s): Luis Godinho                      | Árbitro(s): Luis Godinho |

| 26 de marzo de 2022 | Italia                                               | 4:0 (3:0) | Finlandia | Myyrmäen jalkapallostadion, Vantaa, Finlandia |                                   |
| 17:30 (CET)         | - Miretti 22' (pen.) - Gnonto 42', 43' - Casadei 74' | Reporte   |           | Árbitro(s): Aleksandrs Anufrijevs             | Árbitro(s): Aleksandrs Anufrijevs |

| 29 de marzo de 2022 | Alemania | 0:1 (0:1) | Finlandia   | Bolt Arena, Helsinki, Finlandia   |                                   |
| 15:30 (CET)         |          | Reporte   | - 14' Terho | Árbitro(s): Aleksandrs Anufrijevs | Árbitro(s): Aleksandrs Anufrijevs |

| 29 de marzo de 2022 | Bélgica | 0:2 (0:2) | Italia                     | Myyrmäen jalkapallostadion, Vantaa, Finlandia |                            |
| 15:30 (CET)         |         | Reporte   | - 9' Miretti - 45' Casadei | Árbitro(s): Peter Kralović                    | Árbitro(s): Peter Kralović |

### Grupo F
| Equipo       | Pts | PJ | PG | PE | PP | GF | GC | Dif |
| ------------ | --- | -- | -- | -- | -- | -- | -- | --- |
| Serbia       | 7   | 3  | 2  | 1  | 0  | 6  | 4  | +2  |
| Ucrania      | 7   | 3  | 2  | 1  | 0  | 6  | 4  | +2  |
| Noruega      | 1   | 3  | 0  | 1  | 2  | 5  | 7  | -2  |
| Países Bajos | 1   | 3  | 0  | 1  | 2  | 3  | 5  | -2  |

| 1 de junio de 2022 | Noruega                                 | 2:3 (0:0) | Ucrania                                          | Sportcomplex Varkenoord, Róterdam, Países Bajos |                                        |
| 16:00 (CET)        | - Gulliksen 69' (pen.) - Zafeiris 90+5' | Reporte   | - 47' (pen.) Yarmolyuk - 75' Sapuha - 87' Malysh | Árbitro(s): Aristotelis Diamantopoulos          | Árbitro(s): Aristotelis Diamantopoulos |

| 1 de junio de 2022 | Países Bajos      | 1:2 (1:1) | Serbia                     | Yanmar Stadion, Almere, Países Bajos |                             |
| 19:00 (CET)        | - Ohio 39' (pen.) | Reporte   | - 24' Lazetić - 77' Ratkov | Árbitro(s): Ivaylo Stoyanov          | Árbitro(s): Ivaylo Stoyanov |

| 4 de junio de 2022 | Ucrania          | 1:1 (1:1) | Serbia     | Sportpark Zegersloot, Alphen aan den Rijn, Países Bajos |                             |
| 12:00 (CET)        | - Kvasnytsia 22' | Reporte   | - 18' Ilic | Árbitro(s): Ivaylo Stoyanov                             | Árbitro(s): Ivaylo Stoyanov |

| 4 de junio de 2022 | Países Bajos  | 1:1 (1:0) | Noruega           | Sportcomplex Varkenoord, Róterdam, Países Bajos |                         |
| 16:00 (CET)        | - Caschili 9' | Reporte   | - 62' Schjelderup | Árbitro(s): Gergo Bogár                         | Árbitro(s): Gergo Bogár |

| 7 de junio de 2022 | Serbia                                | 3:2 (2:0) | Noruega                   | Sportpark Zegersloot, Alphen aan den Rijn, Países Bajos |                                        |
| 19:00 (CET)        | - Lazić 33' - Motika 36' - Ratkov 47' | Reporte   | - 75' Eng - 82' Karlsbakk | Árbitro(s): Aristotelis Diamantopoulos                  | Árbitro(s): Aristotelis Diamantopoulos |

| 7 de junio de 2022 | Ucrania                 | 2:1 (0:1) | Países Bajos | Sportcomplex Varkenoord, Róterdam, Países Bajos |                         |
| 19:00 (CET)        | - Kozik 55' - Popov 90' | Reporte   | - 15' Poku   | Árbitro(s): Gergo Bogár                         | Árbitro(s): Gergo Bogár |

### Grupo G
| Equipo    | Pts                                      | PJ                                       | PG                                       | PE                                       | PP                                       | GF                                       | GC                                       | Dif                                      |                                          |
| --------- | ---------------------------------------- | ---------------------------------------- | ---------------------------------------- | ---------------------------------------- | ---------------------------------------- | ---------------------------------------- | ---------------------------------------- | ---------------------------------------- | ---------------------------------------- |
| Austria   | 4                                        | 2                                        | 1                                        | 1                                        | 0                                        | 4                                        | 2                                        | +2                                       |                                          |
| España    | 2                                        | 2                                        | 0                                        | 2                                        | 0                                        | 5                                        | 5                                        | 0                                        |                                          |
| Dinamarca | 1                                        | 2                                        | 0                                        | 1                                        | 1                                        | 3                                        | 5                                        | -2                                       |                                          |
| Rusia     | Suspendido por la Invasión Rusia-Ucrania | Suspendido por la Invasión Rusia-Ucrania | Suspendido por la Invasión Rusia-Ucrania | Suspendido por la Invasión Rusia-Ucrania | Suspendido por la Invasión Rusia-Ucrania | Suspendido por la Invasión Rusia-Ucrania | Suspendido por la Invasión Rusia-Ucrania | Suspendido por la Invasión Rusia-Ucrania | Suspendido por la Invasión Rusia-Ucrania |

| 23 de marzo de 2022 | España                      | 2:2 (2:0) | Austria                   | Estadio Olímpico Camilo Cano, La Nucía, España |                             |
| 18:00 (CET)         | - Artero 13' - Akhomach 22' | Reporte   | - 48' Wydra - 68' Kanuric | Árbitro(s): Jonathan Lardot                    | Árbitro(s): Jonathan Lardot |

| 23 de marzo de 2022 | Rusia | Cancelado | Dinamarca | Estadio Olímpico Camilo Cano, La Nucía, España |  |
|                     |       | Reporte   |           |                                                |  |

| 26 de marzo de 2022 | Austria                      | 2:0 (1:0) | Dinamarca | Estadio Olímpico Camilo Cano, La Nucía, España |                          |
| 18:00 (CET)         | - Fallmann 28' - Jasic 90+1' | Reporte   |           | Árbitro(s): David Fuxman                       | Árbitro(s): David Fuxman |

| 26 de marzo de 2022 | Rusia | Cancelado | España | Estadio Olímpico Camilo Cano, La Nucía, España |  |
|                     |       | Reporte   |        |                                                |  |

| 29 de marzo de 2022 | Dinamarca                                   | 3:3 (1:2) | España                                  | Estadio Guillermo Amor, Benidorm, España |                              |
| 16:00 (CET)         | - Martinsen 30', 55' - Rasmussen 79' (pen.) | Reporte   | - 38' Navarro - 43' Artero - 50' Zúñiga | Árbitro(s): Donald Robertson             | Árbitro(s): Donald Robertson |

| 29 de marzo de 2022 | Austria | Cancelado | Rusia | Estadio Olímpico Camilo Cano, La Nucía, España |  |
|                     |         | Reporte   |       |                                                |  |

## Clasificados
Los siguientes ocho equipos se clasifican para el torneo final. 
| Equipo     | Clasificado como | Clasificado en fecha     | Apariciones previas en Eurocopa Sub-191 solo era Sub-19 (desde 2002)  |
| ---------- | ---------------- | ------------------------ | --------------------------------------------------------------------- |
| Eslovaquia | Anfitrión        | 24 de septiembre de 2019 | 1 (2002)                                                              |
| Israel     | Ganador Grupo A  | 29 de marzo de 2022      | 1 (2014)                                                              |
| Francia    | Ganador Grupo B  | 29 de marzo de 2022      | 11 (2003, 2005, 2007, 2009, 2010, 2012, 2013, 2015, 2016, 2018, 2019) |
| Inglaterra | Ganador Grupo C  | 29 de marzo de 2022      | 10 (2002, 2003, 2005, 2008, 2009, 2010, 2012, 2016, 2017, 2018)       |
| Rumania    | Ganador Grupo D  | 29 de marzo de 2022      | 1 (2011)                                                              |
| Italia     | Ganador Grupo E  | 29 de marzo de 2022      | 7 (2003, 2004, 2008, 2010, 2016, 2018, 2019)                          |
| Austria    | Ganador Grupo G  | 29 de marzo de 2022      | 7 (2003, 2006, 2007. 2010, 2014, 2015, 2016)                          |
| Serbia     | Ganador Grupo F  | 7 de junio de 2022       | 7 (2005, 2007, 2009. 2011, 2012, 2013, 2014)                          |

1 Negrita indica campeones de ese año. Cursiva indica sede para ese año .